# كأس السوبر الألباني 2008
بطولة كأس السوبر الألباني 2008 هي النسخة الخامسة عشر من بطولة كأس السوبر الألباني، لعب يوم 17 أغسطس 2008 في الاستاد الوطني بتيرانا، بين فريق دينامو تيرانا الفائز بالدوري وفريق فلازنيا شكودر الفائز بكأس ألبانيا. وقد انتهت المباراة بفوز دينامو تيرانا بالمباراة بنتيجة 2–0 ليحصد لقبه الثاني في تاريخ البطولة.

## التفاصيل
| دينامو تيرانا                | 2–0 | فلازنيا شكودر |
| ---------------------------- | --- | ------------- |
| بيتريتسيفتس 17' · يوسوفي 78' |     | تشيفاير ، 76' |

| الحكام المساعدون: فاتمير ياما فاتمير إيليزي الحكم الرابع: | قوانين المباراة - 90 دقيقة. - 30 دقيقة من الوقت الإضافي إذا لزم الأمر. - ركلات جزاء ترجيحية إذا استمرت النتيجة متعادلة. - ستة لاعبين بدلاء يتم تسجيل أسمائهم. - يمكن استخدام ثلاثة منهم على الأكثر. |